# FC Stumbras
FC Stumbras (Futbolo klubas "Stumbras") je bio profesionalni nogometni klub iz Kaunasa u Litvi. Natječe se u A ligi.

## Povijest
Osnovan je 2013. godine.
U elitnom razredu je od 2015. godine.
U ljeto 2019. klub je prestao postojati. Na kraju su eliminirani iz elitne divizije.

## Uspjesi
- Pirma lyga (D2)

prvak (1): 2014.
- Nacionalni kup

prvak (1): 2017.

## Sezoni
| Sezona | Nivo | Līga       | Mjesto | Promjena |
| ------ | ---- | ---------- | ------ | -------- |
| 2013   | 3.   | Antra lyga | 2.     | [ 3 ]    |
| 2014   | 2.   | Pirma lyga | 1.     | [ 4 ]    |
| 2015   | 1.   | A lyga     | 7.     | [ 5 ]    |
| 2016   | 1.   | A lyga     | 5.     | [ 6 ]    |
| 2017   | 1.   | A lyga     | 7.     | [ 7 ]    |
| 2018   | 1.   | A lyga     | 4.     | [ 8 ]    |
| 2019   | 1.   | A lyga     | 8.     | [ 9 ]    |

## Boje kluba
- Bijelo/plava.

| Stumbras | Stumbras |

## Stadion
Stumbras domaće utakmice igra na S. Dariaus ir S. Girėno stadionas, čiji je kapacitet 8.000 sjedećih mjesta.

## Značajni igrači
- Artūras Rimkevičius

## Treneri
- Gerhardas Kvedaras (2010. – 2014.)
- Rolandas Čepkauskas (2014. – 2015.)
- Darius Gvildys (2015. – 2016.)
- Mariano Barreto (2016. – 2018.)
- Joao Luis Martins (2019.)

## Vanjske poveznice
- Oficialna FC Stumbras str.
- A lyga of.str.
- Facebook
- twitter.com/fcstumbras
- Soccerway
- eurofootball.lt